# Waymart
Waymart é um distrito localizado no estado norte-americano de Pensilvânia, no Condado de Wayne.

## Demografia
Segundo o censo norte-americano de 2000, a sua população era de 1429 habitantes.
Em 2006, foi estimada uma população de 2093, um aumento de 664 (46.5%).

## Geografia
De acordo com o United States Census Bureau tem uma área de
7,4 km², dos quais 7,2 km² cobertos por terra e 0,2 km² cobertos por água. Waymart localiza-se a aproximadamente 434 m acima do nível do mar.

## Localidades na vizinhança
O diagrama seguinte representa as localidades num raio de 12 km ao redor de Waymart.